# مسجد علی نوش‌آباد
مسجد علی نوش آباد در نوش‌آباد، محله توی ده واقع شده و این اثر در تاریخ ۲۵ اسفند ۱۳۷۹ با شمارهٔ ثبت ۳۰۶۰ به‌عنوان یکی از آثار ملی ایران به ثبت رسیده‌است.